# Syzygium cuneatum
Syzygium cuneatum är en myrtenväxtart som beskrevs av Brahmam och H.O.Saxena. Syzygium cuneatum ingår i släktet Syzygium och familjen myrtenväxter. Inga underarter finns listade i Catalogue of Life.